# Taeniotes affinis
Taeniotes affinis är en skalbaggsart som beskrevs av Stefan von Breuning 1935. Taeniotes affinis ingår i släktet Taeniotes och familjen långhorningar. Inga underarter finns listade i Catalogue of Life.